# The Bicycle
The Bicycle ist ein Roadmovie des deutschen Regisseurs Arne Körner aus dem Jahr 2015. Die deutsche Premiere des Films war am 21. Oktober 2015.

## Handlung
Mark und Antonia sind echt und doch Kunstfiguren, Prototypen ihrer Generation. Antonia ist die Starke, die alles will, aber auch viel gibt. Mark fällt das Nehmen schwer, er ist von ihr fasziniert und zugleich maßlos überfordert. Seine Identitätskrise überträgt er zurück in die Beziehung.

## Kritiken
- Bayerischer Rundfunk: "The Bicycle" ist ein wunderbares Gegengift zu all den zielgerichteten Liebesgeschichten, die das Kino gern erzählt – hier wird nichts erklärt, aber ganz viel verstanden, und ein Happy End ist keine Option. So macht man keine Kassenmagneten, aber gute Filme.

- TV Spielfilm: Spielerisch, sehr lebhaft und ungeheuer frisch setzt Regisseur und Autor Arne Körner die Szenen aneinander, deckt immer wieder ihren verborgenen Witz auf und stemmt sich gegen alle üblichen romantischen Erzählmuster (...) „The Bicycle“ ist DIE deutsche Anti-Romanze.

- taz: Nun gibt es ja kaum ein schlimmeres Klischee als eine Liebesgeschichte in Paris, aber Körner unterläuft auch hier die Erwartungen, indem er auf jede romantische Verklärung verzichtet und konsequent nur den letzten Akt dieser Beziehung zeigt. Bei „The Bicycle“ wird man immer mehr in die Beziehung hineingezogen, gerade weil die beiden so offensichtlich nicht zueinander passen.

- Michael Girke: ...Körner appelliert an die Augen. Noch kleinste Gesten der Darsteller lassen jederzeit etwas sehen, machen die Leinwand zu einer Landschaft aus Leidenschaften, Widersprüchen, Fragen, Zweifeln.

- Dietrich Kuhlbrodt: Ein großes Wahrnehmungserlebnis, dieser Film. (...) Er ist mitnichten ein deutscher Beziehungsfilm, der sich ins Studio verkriecht. Auch werden nicht dramaturgisch abgesicherte Sätze aufgesagt, sondern im Straßenlärm wird der Mund aufgemacht.

- Hamburger Morgenpost: Arne Körner (...) merkt man sowohl die Leidenschaft fürs Kino an, als auch den Willen und das Talent, die ausgetretenen Pfade des filmischen Erzählens zu verlassen. Man darf gespannt sein auf die weitere Entwicklung dieses äußerst begabten Regisseurs.